# Abbaye d'Hamage
L’abbaye d'Hamage est une abbaye bénédictine qui a été fondée à Wandignies-Hamage (Nord), sur la rive droite de la Scarpe, vers 625-639. Elle est la plus ancienne abbaye du Nord.
Il s'agissait d'un monastère de religieuses, voué à saint Pierre et sainte Eusébie et qui devint bénédictin un peu après l'an 1000.

## Historique
Vers 625, après la mort de son époux Rigomar, sainte Gertrude fonde l'Abbaye d'Hamage selon le Gallia christ. du diocèse d'Arras.
Une colonie religieuse y est détachée de l'abbaye de Marchiennes en 644. En 649, à l'âge de 12 ans, sainte Eusébie devient la deuxième abbesse en succession de sa bisaïeule sainte Gertrude. Elle siège onze ans et meurt donc à 23 ans, en l'an 660, le 13 mars.
À sainte Eusébie succède une autre Gertrude qui fait bâtir une nouvelle église peu éloignée de Saint-Pierre, qu'elle dédie à la Sainte Vierge. Cette église est consacrée le 18 novembre 686 par saint Vindicien, évêque d'Arras et de Cambrai.
Vers 680, saint Amé est conduit par saint Maurant au monastère d'Hamage, où il demeure quelque temps avant d'aller à Broïle (Merville).
Le 11 juillet 877, un Diplôme de Charles II le Chauve partage par tiers le vin du vignoble qui est produit. Un tiers à l'abbesse de Marchiennes, les frères et sœurs de la même maison un tiers, les frères et sœurs d'Hamage le dernier tiers.
Avec les raids vikings de 881-883 qui dévastent omnia monasterie supra Hisscar fluvium, le monastère disparaît.
En 1028, Leduin, abbé de Saint-Vaast, par ordre de Bauduin, comte de Flandre chasse les religieuses et réunit leur maison à celle de Marchiennes. De 1103 à 1105 le règne de l'abbé Fulcard  faillit amener la ruine des abbayes de Marchiennes et d'Hamage.
En 1112, les religieux de l'abbaye de Marchiennes obtiennent de Robert, l'archevêque d'Arras, la confirmation de la propriété de l'église et de l'autel d'Hamage. En 1133, la vie monastique reprend avec la fondation du prieuré de moines bénédictins de Marchiennes qui subsiste jusqu'à la révolution.
Le 26 avril 1176, un diplôme de Philippe d'Alsace, comte de Flandre, confirme également la possession d'Hamage avec ses dépendances, Alnes, Tilloy et Wandignies ; un vivier avec un moulin à Elleverchies et le bois du même lieu.
En mai 1712, lors de la bataille de Denain le Maréchal de Villars décide de reprendre l'offensive. Les alliés, hollando-anglo-saxons sont installés le long de la Scarpe entre Douai et Marchiennes. Un poste militaire est établi par les troupes ennemies au prieuré et quelques fortifications sont levées, ce poste est abandonné le 27 juillet.

## Hydrologie
- situé sur la rive droite de Scarpe à une altitude de 15 mètres.

## Archéologie
- La disparition de l'abbaye au IXe siècle et son remplacement par un modeste prieuré au XIIe siècle ont permis que les anciens vestiges furent peu remaniés.
- La zone de fouilles accessible est de l'ordre de 2 000 m2 comprenant la chapelle actuelle, l'emplacement du sanctuaire élevé par Gertrude II vers 679-703, la cour du prieuré de 800 m2 et les caves de l'ancien prieuré.
- Des fouilles sont entreprises à partir de 1991. Le sol naturel est surmonté d’une couche de 10 à 25 cm de terres noires d’époques mérovingienne et carolingienne. Durant le VIIIe siècle, le fossé primitif est comblé pour faire place à un long bâtiment en bois, de 13 m sur 10 m, avec sol en terre battue. À proximité s’organisent différents espaces avec foyers, latrines, four domestique. Le matériel mis au jour est riche, comprenant une forte proportion de vaisselle de table, dont des bols avec inscriptions.
- La découverte de vaisselle porte notamment sur une série de gobelets biconiques à partie supérieure annelée. Quatre d'entre eux portent un grafitto tracé à la pointe sèche après cuisson. On y lit un anthroponyme d'origine germanique Aughilde, une formule d'invocation abrégée NDI (in nomine domini) et une inscription à boire : Mitte plino (à ras bord)